# Junges Klangforum Mitte Europa
Het Junge Klangforum Mitte Europa (ook bekend onder de Engelse naam Young Sound Forum of Central Europe) is een Europees jeugdorkest dat wordt gevormd door musici uit Polen, Tsjechië en Duitsland.

## Doel
Het orkest stelt zich ten doel het muzikale erfgoed van Polen, Tschechië en Duitsland tot nieuw leven wekken. Het orkest geeft concerten met jonge musici op locaties die een historische betekenis hebben. Naast het klassieke repertoire besteedt het Junge Klangforum Mitte Europa ook aandacht aan moderne muziek. Regelmatig worden modernere composities uitgevoerd van componisten die gedurende het nationaalsocialisme geboycot werden. Het orkest wil door middel van muziek bijdragen aan verzoening en een goede verstandhouding tussen Polen, Tsjechië en Duitsland.

## Geschiedenis
Het orkest is in 2002 opgericht door de dirigent Christoph Altstaedt en Holger Simon die tot 2007 manager van het orkest was. Oorspronkelijk speelden alleen voormalige leden van het Nationaal Duits Jeugdorkest (Bundesjugendorchester) mee, waardoor het orkest destijds ook de naam Junges Deutsches Klangforum voerde. Na een gemeenschappelijk project met jonge musici uit Tsjechië in Terezín is het idee ontstaan om tot een blijvende muzikale samenwerking tussen verschillende landen te komen. Op initiatief van de vroegere Duitse bondspresident Richard von Weizsäcker werd de naam van het orkest daarom gewijzigd in Junges Klangforum Mitte Europa. Beschermheren van het orkest zijn sindsdien Richard von Weizsäcker, Václav Havel en Lech Wałęsa.
Het Junge Klangforum Mitte Europa heeft voor zijn muzikale prestaties en zijn bijdrage aan een goede verstandhouding tussen de Europese landen inmiddels de volgende onderscheidingen gekregen:
- 2004 - Praemium Imperiale
- 2005 - Marion Dönhoff-Prijs
- 2005 - Europese Jeugdorkestprijs

De artistiek leider van het orkest is Christoph Altstaedt. Gastdirigenten waren tot nu toe Krzysztof Penderecki, Sebastian Weigle en Muhai Tang. Het Junge Klangforum Mitte Europa heeft een aantal keer een tournee gemaakt door Europa en Japan.